# 科学技术文献出版社
科学技术文献出版社是中华人民共和国的一家出版社，成立于1973年2月，社址位于北京市复兴路15号，由中华人民共和国科学技术部主管，隶属于中国科学技术情报研究所。